# ابن نباتة المصري
ابن نُباتة (686-768ه‍ = 1287-1366م) محمد بن محمد بن محمد بن الحسن الجذامي الفارقي المصري، أبو بكر، جمال الدين، ابن نُباتة: شاعر، وكاتب، وأديب، ويرجع أصله إلى ميافارقين، ومولده ووفاته في مدينة القاهرة، وهو من ذرية الخطيب عبد الرحيم بن محمد بن نُباتة، ولقد سكن الشام سنة 715 هـ (تقريباً) وولي نظارة القمامة في مدينة القدس أيام زيارة المسيحيين لها، فكان يتوجه فيباشر ذلك ويعود، ورجع إلى القاهرة (سنة 761) فكان بها صاحب سر السلطان، وله ديوان شعر و(سرح العيون في شرح رسالة ابن زيدون) وغيرها.
وكان شاعراً ناظماً لهُ ديوان شعر كبير مرتب حسب الحروف الهجائية وأشهر قصيدة لهُ بعنوان (سوق الرقيق) ولهُ العديد من الكتب منها كتاب (سرح العيون في شرح رسالة ابن زيدون)، وكتاب (تلطيف المزاج في شعر ابن الحجاج)، وكتاب (مطلع الفرائد)، وسير دول الملوك وغيرها.

## من شعـره
وقوله:
ثم ينتقل فيها إلى مناجاة الله ويقول:

## وصلات خارجية
- بوابة الشعراء : ديوان ابن نباتة المصري